# 布莱萨克
布莱萨克（法語：Blessac，法語發音：[blɛsak]）是法国克勒兹省的一个市镇，属于欧比松区。

## 地理
布莱萨克（45°57'31"N, 2°7'36"E）面积17.75 平方千米，位于法国新阿基坦大区克勒兹省，该省份为法国中部省份，位于法國中央高原西北部，北起安德尔省和谢尔省，西接维埃纳省，南至科雷兹省，东临多姆山省，东北与阿列省接壤。
与布莱萨克接壤的市镇（或旧市镇、城区）包括：阿莱拉、阿尔、欧比松、圣马克阿弗龙日耶、圣梅达尔-拉罗谢特、圣米歇尔德韦斯、圣叙尔皮斯莱尚。

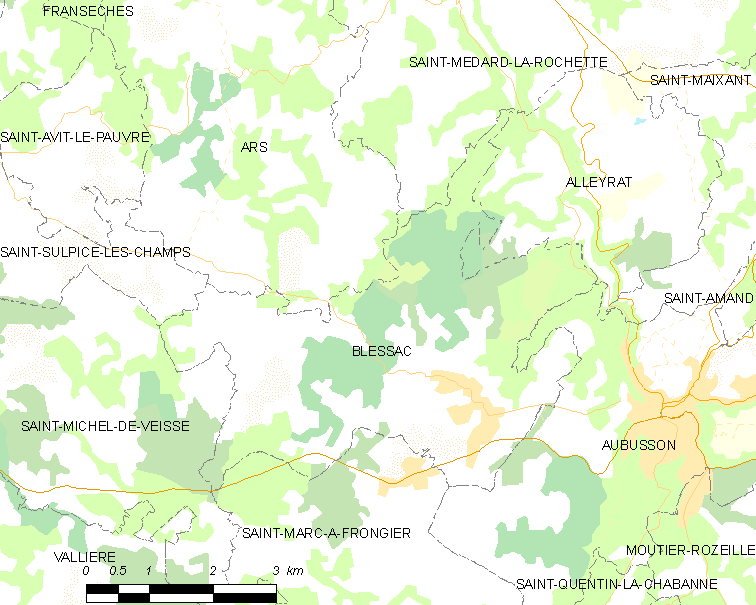
布莱萨克的OSM定位图

布莱萨克的时区为UTC+01:00、UTC+02:00（夏令时）。

## 行政
布莱萨克的邮政编码为23200，INSEE市镇编码为23024。

## 政治
布莱萨克所属的省级选区为欧比松县。

## 人口

1962-2008年间布莱萨克人口变化图示

布莱萨克于2022年1月1日时的人口数量为532人。